# Case IH Steiger 350 HD
 (décembre 2021).
Le Case IH Steiger 350 HD est un modèle de tracteur agricole produit par l'entreprise américaine Case IH.
Ce tracteur articulé à quatre roues motrices de taille égale, de forte puissance (355 ch DIN), est fabriqué de 2010 à 2013.

## Historique
En 1986, Case IH rachète le constructeur américain Steiger Tractor (en), spécialisé dans la production de tracteurs articulés de forte puissance. La production de ces tracteurs continue sous la marque Case IH, Steiger devenant un type.
Le 350 HD est produit aux États-Unis de 2010 à 2013.

## Caractéristiques
Le tracteur est articulé, à quatre roues motrices égales.
Il est équipé d'un moteur Iveco Cursor à six cylindres en ligne. Le moteur est à injection directe à rampe commune, avec un turbocompresseur et un intercooler. Sa cylindrée totale est de 8 710 cm3, chaque cylindre ayant un alésage de 117 mm et une course de 135 mm. La puissance du moteur est de 355 ch DIN à 2 000 tr/min mais une surpuissance ponctuelle de 391 ch peut être délivrée. Ce moteur respecte les normes européennes d'émissions Euro IV
La boîte de vitesses, dont la gestion est programmable, offre seize rapports avant et deux arrière ; la vitesse maximale du tracteur est de 38 km/h.
Relevage et prise de force arrière sont proposés en option.
Avec une largeur totale de 3,33 m à condition que les roues ne soient pas jumelées, le tracteur n'a pas besoin de véhicule d'accompagnement lors des déplacements sur route en France.
La cabine de conduite est confortable, spacieuse et ergonomique, les commandes et écrans de contrôle étant disposés sur le droite du conducteur, à portée de la main. Le niveau sonore en cabine est de 75 db.